# VidAngel
 (транскр.  Вид ејнџел) америчка је претплатничка услуга видео-стриминга са седиштем у Лихају. Омогућава корисницима да прескоче неприкладан садржај на основу корисничких преференција у вези са вулгарношћу, голотињом, сценама секса и графичким насиљем. Користи прилагодљиве филтере како би аутоматски исекла сцене или звукове које гледалац не жели да види или чује.